# Roland Jacobi
Roland Jacobi (Banská Bystrica; 9 de marzo de 1893-Budapest; 22 de mayo de 1951) fue un jugador profesional de tenis de mesa húngaro, ganador del primer campeonato mundial celebrado en Londres en 1926. 
Jacobi también ganó otras medallas en las categorías de dobles y por equipos, donde obtuvo sus mayores triunfos jugando junto al también húngaro Daniel Pecsi.